# سيلفيا كوستا
سيلفيا كوستا (بالإيطالية: Silvia Costa )‏ (و. 1949  م) هي سياسية، وصحفية إيطالية، ولدت في فلورنسا، الحزب الديمقراطي، والحزب الديمقراطي المسيحي الإيطالي.

## مناصب
تولت منصب عضو في البرلمان الأوروبي (منذ 1 يوليو 2014)
- عضو في البرلمان الأوروبي (14 يوليو 2009–30 يونيو 2014)[2]
- عضو مجلس النواب في الجمهورية الإيطالية.

## التعليم
تعلمت في جامعة روما سابينزا.